# Blang Makmur (Kuala Batee)
Blang Makmur is een bestuurslaag in het regentschap Aceh Barat Daya van de provincie Atjeh, Indonesië. Blang Makmur telt 1774 inwoners (volkstelling 2010).